# Queens of Africa
Queens of Africa (Rainhas da África) é uma linha de bonecas baseada em tribos africanas: Ibos, Iorubás e Hauçás. A fabricante foi fundada em 2008 pelo empresário Taofick Okoya depois de ele não encontrar no mercado nenhuma boneca com a cor da pele da sobrinha. Porém, houve resistência por parte dos distribuidores, por causa das roupas e cores das bonecas.
São vendidas entre 6 e 9 mil bonecas por mês (15% do mercado nigeriano), custando cada uma entre ₦1,3mil (R$18) e ₦3,5mil (R$48).